# هیداکی اوزاوا
هیداکی اوزاوا (انگلیسی: Hideaki Ozawa؛ زادهٔ ۱۷ مارس ۱۹۷۴) بازیکن فوتبال اهل ژاپن است.
از باشگاه‌هایی که در آن بازی کرده‌است می‌توان به باشگاه فوتبال کاشیما آنتلرز، باشگاه فوتبال سرزو اوساکا، باشگاه فوتبال یوکوهاما مارینوس، باشگاه فوتبال توکیو، و باشگاه فوتبال آلبیرکس نیگاتا اشاره کرد.